# Bekkestua
Bekkestua är en tätort i Bærums kommun, Akershus fylke i Norge och en viktig knutpunkt.
Historiskt sett är Bekkestua en del av Stabekk, då det byggdes på ägorna till Øvre Stabekk gård (senare Ringstabekk efter ägaren Jens Ring), och blev tidigare omnämnt som Øvre Stabekk. Dagens namn har använts sedan man anlade hållplats för Bærumsbanan 1924.
Bekkestua genomgick på mitten av 1990-talet flera utvidgningar och fick en urban småstadsprägel. Bekkestua är också en station på en av Oslos tunnelbanas linjer, Kolsåsbanan, och var under en kortare period ändstation för denna. Från 20 augusti 2007 blev Bekkestua på nytt ändhållplats, denna gång för Lilleaker-trikken som kommer att fortsätta vidare från Jar station till Bekkestua station, i alla fall under ett år.
Stabæk Fotball spelar sina hemmamatcher på Nadderud stadion som ligger alldeles norr om Bekkestua centrum.